# Joaquín Sabina
Joaquín Ramón Martínez Sabina, dit Joaquín Sabina, est un auteur-compositeur et poète espagnol né à Úbeda (Jaén) le 12 février 1949.

## Biographie
Joaquín Sabina est né le 12 février 1949 dans la ville d'Úbeda (Jaén , Espagne), il est le deuxième fils d'Adela Sabina del Campo, une femme au foyer, et de Jerónimo Martínez Gallego, un inspecteur de police. 
À quatorze ans, Joaquín Sabina commence à écrire des vers. Un peu plus tard, il se passionne pour des auteurs comme Jorge Manrique, José Hierro, Marcel Proust, et James Joyce. Il lance son premier groupe musical avec d'autres adolescents appelé les Merry Youngs, sur des thèmes d'Elvis Presley, Chuck Berry ou encore Little Richard. 
Sabina a fréquenté des environnements dangereux pour le régime franquiste, tels que des assemblées du PCE (Parti communiste d'Espagne) ou des réunions où ils ont comploté contre Franco.  Il montre à plusieurs reprises son engagement pour défendre les valeurs idéologiques du parti politique espagnol La Gauche unie (Izquierda Unida). Dans les années 1970, il lance un cocktail Molotov contre une agence bancaire pour protester contre le Procès franquiste de Burgos, ce qui lui valut de s'exiler à Londres et en Argentine où il rencontrera son épouse de l'époque. 
En 2005, il reçoit la Médaille d'or du mérite des beaux-arts par le Ministère de l'Éducation, de la Culture et des Sports.

## Discographie
- Inventario (1978)
- Malas compañías (1980)
- La mandrágora (avec Javier Krahe et Alberto Pérez, 1981)
- Ruleta rusa (1984)
- Juez y parte (avec Viceversa, 1985)
- En directo (avec Viceversa, 1986)
- Hotel dulce hotel(1987)
- El hombre del traje gris (1988)
- Mentiras piadosas (1990)
- Física y química (1992)
- Esta boca es mía (1994)
- Yo, mi, me, contigo (1996)
- Enemigos íntimos (avec Páez, 1998)
- 19 días y 500 noches (1999)
- Nos sobran los motivos (Sabina y Cía, 2000)
- Dímelo en la calle (2002)
- Diario de un peatón (2003)
- Alivio de luto (2005)
- Punto... y seguido (2006)
- Dos pájaros de un tiro (avec Joan Manuel Serrat, 2007)
- Vinagres y rosas (2009)
- Lo niego todo (2017)
- Yo Quiero Ser una chica Almodóvar (1992)
- Sintiéndolo mucho (2022)

## Œuvre poétique
- De lo cantado y sus márgenes (1986). Poèmes de Sabina basés sur l'album Inventario)
- El hombre del traje gris (1989)
- Ciento volando de catorce (2001). Sonnets.
- Con buena letra (2002). Recueil de paroles de ses chansons.
- Esta boca es mía (2005). Recueil de poèmes satiriques publiés dans le magazine  Interviú.
- A vuelta de correo (2007)
- Esta boca sigue siendo mía (2007)